# Мозок (фільм, 1988)
«Мозок» (англ. The Brain) — канадський науково-фантастичний фільм жахів 1988 року про гігантського мозкоподібного прибульця, який ментально поневолює жителів міста.

## Сюжет
Доктор Блейк веде телевізійне шоу «Незалежне мислення» (Independent Thinking), яке рекламує квазірелігійну програму самодопомоги, що нагадує саєнтологію. Блейк промиває мізки глядачам за допомогою іншопланетного організму, який він називає «Мозок». Єдине, що стоїть між ними та світовим пануванням, — це геніальний, але проблемний старшокласник на ім’я Джим Мажелевскі, схильний до хуліганства.
Після того, як Джима спіймали за змиванням натрію в шкільний туалет, його покарали і попередили, що він буде відсторонений від занять і не закінчить школу, якщо не припинить своїх витівок; неохоче, але Джим погоджується записатися на програму Блейка як альтернативу. Його піддають експериментам Блейка, але він несприйнятливий до них завдяки своїй активній уяві. Він починає мати видіння мозку, а також інші галюцинації. Джиму допомагають його дівчина Джанет і найкращий друг Віллі, коли помічниця Блейка Верна намагається відвезти його назад до лабораторії. Віллі вбиває Мозок, а Джим і Джанет роблять усе можливе, щоб звільнити жителів свого міста від впливу позаземного впливу. «Мозок» промиває мізки населенню, змушуючи повірити, що Джим — жорстокий вбивця; Батьки Джанет і Джима піддаються впливу і налаштовуються проти Джима. Джим повертається до штаб-квартири Блейка, оскільки останній планує транслювати своє шоу для загальнонаціональної аудиторії.
Джим відрубує голову Блейку на очах у глядачів, показуючи, що той не був людиною. Джима і Джанет переслідує Верна. Мозок виривається і вбиває Верну, і починає переслідувати Джима і Джанет. Загнаний у кут, Джим знаходить каністру з натрієм і кидає її в рот Мозку, підриваючи його. Джим повертається до нормального життя з батьками, а Джанет разом з ним їде до школи.

## Акторський склад
| Актор          | Роль                      |
| -------------- | ------------------------- |
| Девід Гейл     | доктор Ентоні Берол Блейк |
| Том Бреснахан  | Джим Мажелевскі           |
| Синтія Престон | Джанет                    |
| Джордж Буза    | Верна                     |
| Бретт Пірсон   | Віллі                     |
| Сара Чаппл     | Деббі Ходжес              |
| Крістін Коссак | Вів'єн                    |

## Випуск
Прем'єра відбулася у Торонто 4 листопада 1988 року.

## Рецепція
Сучасна рецензія для Variety назвала фільм «клішованою спробою, в якій мало комічного або іронічного, щоб надати гостроти науково-фантастичним банальностям», додавши, що його «амбіція прокоментувати владу телебачення і довірливість глядачів швидко зникає».

## Дивіться також
- Подорож на сьому планету